# ویلیام دابی
ویلیام دابی (انگلیسی: William Dobbie; ۱۲ ژوئیهٔ ۱۸۷۹ – ۳ اکتبر ۱۹۶۴) فرد نظامی اهل بریتانیا بود. وی همچنین برندهٔ جوایزی همچون نشان حمام شده‌است.